# Lista de grã-cruzes da Ordem do Infante D. Henrique
Segue-se uma lista de distinguidos com o grau de Grã-Cruz da Ordem do Infante D. Henrique:

## PorJorge Sampaio
1998
- Albino Aroso

2005
- António Correia de Campos
- Miguel Beleza
- António César Gouveia de Oliveira
- João Manuel Godinho de Queiroz e Melo
- Ricardo Jorge Seabra Gomes, Dr.
- António Manuel de Assunção Braz Teixeira
- António Victorino d'Almeida
- Jorge Manuel Moura Loureiro de Miranda
- José Joaquim Gomes Canotilho
- Marcelo Nuno Duarte Rebelo de Sousa
- Principe Khalid Al-Faisal da Arabia Saudita[1]

2006
- Bill Gates
- Luís José Moreira da Silva, Embaixador

## PorCavaco Silva
2006
- Rui Fernando da Silva Rio

2008
- Manoel Cândido Pinto de Oliveira

[...]